# Ляшенки
Ляшенки (пол. Laszenko, рос. Ляшенки) — старшинський, пізніше також дворянський рід.

## Походження
Нащадки Григорія Ляшенка, жителя Глухівського (поч. XVIII ст.). 

## Опис герба
В червоному полі біла хоругва, увінчана хрестом (Радван зм.).
Щит увінчаний дворянським шлемом та короною. Нашоломник: три страусиних пера. Намет на шиті червоний підкладений сріблом.